# Kaspars Saulietis
Kaspars Saulietis (* 12. Juni 1987 in Riga, Lettische SSR) ist ein lettischer Eishockeyspieler, der seit 2024 beim HC Porto in der spanischen Superliga unter Vertrag steht.

## Karriere
Kaspars Saulietis begann seine Karriere als Eishockeyspieler in seiner Heimatstadt beim SK Riga 20, für dessen erste Mannschaft er in der Saison 2004/05 sein Debüt in der lettischen Eishockeyliga gab. Die Spielzeit beendete der Flügelspieler jedoch bei den Des Moines Buccaneers in der nordamerikanischen Juniorenliga United States Hockey League. Für die Saison 2005/06 kehrte er in seine lettische Heimat zurück, in der er mit dem HK Riga 2000 an der belarussischen Extraliga teilnahm und parallel die lettische Meisterschaft gewann. In der folgenden Spielzeit lief der Rechtsschütze für die Kelowna Rockets, die ihn beim CHL Import Draft 2006 in der zweiten Runde an Gesamtposition 64 ausgewählt hatten, und Regina Pats in der kanadischen Juniorenliga Western Hockey League auf.
Nachdem Saulietis in der Saison 2007/08 erneut für den HK Riga 2000 in der lettischen Eishockeyliga auf dem Eis stand, unterschrieb er im folgenden Jahr zunächst bei Metallurg Schlobin in der belarussischen Extraliga, ehe er im Laufe der Saison 2008/09 vom HK Dinamo Minsk verpflichtet wurde, für den er bis Januar 2010 in der Kontinentalen Hockey-Liga spielte. Danach wurde sein Vertrag aufgelöst und Saulietis wurde vom HC BENZINA Litvínov  aus der tschechischen Extraliga verpflichtet. Für Litvínov absolvierte er insgesamt zehn Spiele, in denen er punkt- und strafenlos blieb.
Im Mai erhielt er einen Probevertrag bei Hämeenlinnan Pallokerho, der im August 2010 bis zum Ende der Saison 2010/2011 verlängert wurde. Zur Saison 2011/12 wurde er vom HK Njoman Hrodna aus der belarussischen Extraliga verpflichtet.
In der Saison 2012/13 spielte er für den HK Sokol Kiew in der ukrainischen Eishockeyliga, den HK Junost Minsk in der Wysschaja Hockey-Liga sowie Junior Minsk in der belarussischen Extraliga. Anschließend stand er ein Jahr lang bei Toros Neftekamsk in der Wysschaja Hockey-Liga unter Vertrag.
Zwischen 2014 und 2017 spielte Saulietis für Dinamo Riga in der Kontinentalen Hockey-Liga, ehe er zur Saison 2017/18 zum HC Nové Zámky  in die slowakische Extraliga wechselte. Im Sommer 2018 absolvierte er ein Try-Out bei Dinamo Riga, erhielt jedoch keinen Vertrag. Stattdessen spielte er anschließend für den HK Mogo in der lettischen Eishockeyliga und gewann mit Mogo 2019 die Meisterschaft. 2021 verließ er Mogo und spielte anschließend je ein Jahr bei Olimp Riga, dem HK Kurbads sowie Tartu Kalev-Välk. Mit Kurbads, das als lettischer Verein in der estnischen Liga spielte, wurde er 2023 estnischer Meister. Seit 2024 spielt er beim HC Porto, der als portugiesischer Klub in der spanischen Superliga antritt.

### International
Für Lettland nahm Saulietis im Juniorenbereich an den U18-Junioren-B-Weltmeisterschaften 2004 und 2005 sowie den U20-Junioren-B-Weltmeisterschaften 2005 und 2007 und der U20-Junioren-Weltmeisterschaft 2006 teil. Im Seniorenbereich stand er im Aufgebot seines Landes bei den Weltmeisterschaften 2010, 2011, 2012 und 2015.

## Erfolge und Auszeichnungen
- 2005 Aufstieg in die Top Division bei der U20-Junioren-Weltmeisterschaft der Division I
- 2006 Lettischer Meister mit dem HK Riga 2000
- 2019 Lettischer Meister mit dem HK Mogo
- 2023 Estnischer Meister mit dem HK Kurbads

## KHL-Statistik
(Stand: Ende der Saison 2016/17)